# Tommy Blom
Tommy Albert Blom, född 3 mars 1947 i Örgryte församling i Göteborg, död 25 maj 2014 i Katarina församling i Stockholm, var en svensk programledare, artist och skådespelare.

## Biografi
Tommy Blom var under 1960-talet sångare och frontfigur i popbandet Tages med hitlåtar som "Sleep Little Girl", "I Should Be Glad", "Don't Turn Your Back", "The One For You", "So Many Girls", och "In My Dreams" samt "Miss Mac Baren", "Every Raindrop Means A Lot", "I'm Going Out", "Treat her Like A Lady" på Tio i topp. 
1968 hoppade Blom av från Tages och satsade på solokarriär. Samma år släpptes första singeln "Du kan hitta lite här". 1969 kom andra singeln "Kärlekens fjäril" och året därpå nummer tre "Haru' varit me' om de' nångång?". Han gjorde även modelljobb tillsammans med sin fru Mai Nielsen.
Under 70-talet skötte Blom bokningar för Magnus Uggla och Basse Wickman. Han var även producent och hovmästare samt uppträdde som trubadur på olika nöjesställen. Sedan flyttade han till Mallorca och blev reseledare för Club 33 och senare hotellägare under några år på 80-talet.
I mitten av 1990-talet blev Blom programledare på radiostationen Vinyl 107,1, där han kunde höras dagligen 09:00–15:00 fram till 2008. År 2011 återvände han till programmet och sände 60-talsmorgon på stationen varje söndag. Innan Vinyl 107,1 arbetade han som musiklärare på lågstadieskolan Kvarnbäcksskolan i Haninge.
På senare år startade han popgruppen Idolerna tillsammans med Svenne Hedlund från Hep Stars, Lalla Hansson från Fabulous Four och Lennart Grahn från Shanes. Han var också med i The Cadillac Band från 2007. The Cadillac Band kompade oftast Elvis originalmusiker såsom gitarristen James Burton. De har uppträtt tillsammans med Elvis trummis D.J. Fontana och James Burton. Blom fick på scen ett TCB (smycke) av Elvis pianist Glen D. Hardin 2008, och turnerade med B.B. Cunningham som var som en sjätte medlem i The Cadillac band, tills han mördades i Memphis 2012.
Blom gjorde Herr Krabbas röst i barnserien SvampBob Fyrkant på Nickelodeon.
Han var under en period medlem i Scientologikyrkan.
Tommy Blom var sedan 1969 gift med Mai Blom (född 1949) och hade två söner, födda 1969 och 1973. Han avled av cancer. Tommy Blom är gravsatt i minneslunden på Katarina kyrkogård i Stockholm.

## Filmografi

### Roller
- 1968 – Längta efter kärlek
- 1971 – Någon att älska
- 1971 – Dagmars heta trosor

### Röstskådespelare
- 1999 – Järnjätten
- 1999–2011 – Svampbob Fyrkant (TV-serie)
- 2004 – Svampbob Fyrkant - Filmen
- 2005 – Zuper-Zebran
- 2007 – Elias och Kungaskeppet